# گواهینامه‌های شغلی سیسکو
شرکت سیسکو سیستمز دارای گواهینامه‌های بین‌المللی معتبر در زمینه مهندسی شبکه می‌باشد.

## سطوح
گواهینامه‌های سیسکو در پنج سطح ارائه می‌شوند:
1. Entry
2. Associate
3. Professional
4. Expert
5. Architect

## گرایش‌ها
گواهینامه‌های سیسکو دارای نه گرایش مختلف هستند:
1. Routing & Switching
2. Design
3. Network Security
4. Service Provider
5. Service Provider Operations
6. Data Center Networking
7. Voice
8. Cloud
9. Wireless

## سطح Entry
سطح Entry با مدرک CCENT ابتدایی بوده و در ایران دوره‌ای با این عنوان برگزار نمی‌شود در عوض مدرک +Network به عنوان پیش نیاز مهندسی شبکه سیسکو و مایکروسافت در ایران مورد توجه قرار داشته و معمولاً اولین دوره‌ای است که متخصصان شبکه آن را می‌گذرانند!
البته CCENT معادل +Network نبوده و سطح بالاتری دارد، CCENT را می‌توان نیمی از راه مدرک CCNA دانست، کسی که CCNA دارد، به CCENT هم مسلط است!

## سطح Architect
سطح Architect که در چند ماه اخیر توسط سیسکو ارائه شده‌است، بالاترین سطح مدرک مهندسی شبکه در بین کلیه مدارک بین‌المللی شبکه است، ظاهراً شرکت سیسکو با ارائهٔ این سطح خواسته تا برترین متخصصان بین‌المللی شبکه را گلچین نماید، شاید بتوان (CCA(Cisco Certified Architect را به نوعی معادل فوق دکترای شبکه در گرایش Design(طراحی) دانست!

## سطوح Associate و Professional و Expert
اما گذشته از سطح Entry و Architect سایر سطوح مدارک سیسکو گرایش‌های مختلف مهندسی شبکه را پوشش می‌دهند، سه سطح Associate و Professional و Expert ...
Associate یا دستیار، یعنی قرار گرفتن در ابتدای مسیر، گرایش شما هر چه که باشد می‌بایست پیش از اخذ هر مدرک یا گذراندن هر دوره ای، CCNA با گرایش Routing & Switching را بگذرانید!
بعد از آن چنانچه خواستار تغییر گرایش از Routing & Switching به سایر گرایش‌ها باشد، می‌بایست مدرک Associate ِ آن گرایش را نیز اخذ کنید، مثلاً چنانچه به Security علاقه‌مند هستید باید مدرک CCNA با گرایش Security را کسب کرده و سپس به سطح بالاتر یعنی Professional صعود نموده و CCSP را بگذرانید و نهایتاً مدرک سطح Expert یعنی CCIE با گرایش Security را اخذ کنید!
البته اخذ این مدارک به خصوص مدارک سطح Expert کاری فوق العاده سنگین بوده و نیازمند تجربه کاری در حدود ۱۰ سال و تمرکز عمیق روی منابع مطالعاتی است!
معمولاً مدارک سطح Associate نظیر CCNA و CCDA را معادل کارشناسی شبکه
مدارک سطح Professional نظیر CCNP،CCSP و CCDP را معادل کارشناسی ارشد شبکه
و مدارک سطح Expert نظیر CCDE و CCIE با گرایش‌های مختلف را معادل دکترای شبکه می‌دانند.

### سطح Associate
این دوره زمینه آشنایی هر چه بیشتر شما با مفاهیم اصلی مربوط به شبکه یعنی نصب، پیکربندی و عملیاتی سازی روترها و سوئیچ‌ها را فراهم می‌سازد.
در صورتی که شما دوره آموزشی خود را در یک مرکز معتبر و تحت نظر اساتید حرفه‌ای گذرانده باشید، پس از گذراندن این دوره به راحتی می‌توانید در آزمون بین‌المللی Cisco شرکت کرده و مدرک بین‌المللی آن را بدست آورید.
اغراق نیست اگر بگوییم که با اخذ مدرک بین‌المللی CCNA، شما از لحاظ شروع کار با مشکلی روبرو نخواهید بود.
امروزه شرکت‌های کوچک و متوسط و یا حتی شرکت‌های دولتی نیز از محصولات Cisco استفاده می‌کنند و بدیهی است که وجود چنین شرایطی موجب به وجود آمدن فرصت‌های شغلی بسیاری برای دارندگان مدرک CCNA چه در داخل و چه در خارج کشور شده‌است.
مباحث این دوره عبارت اند از IPv4 , IPv6 , VLAN , VTP , Static route , Dynamic route , tunneling , ACL , VPN و ...

## پرطرفدارترین گرایش‌ها
در بین 9 گرایش ذکر شده، Routing & Switching مانند پایه‌ای برای سایر گرایش‌ها محسوب شده و در کشورهای مختلف دنیا همچون ایران پرطرفدارترین گرایش محسوب می‌شود!
در حال حاضر در ایران به گرایش‌هایی چون Voice، Security و Wireless نیز بها داده شده و دوره‌هایی برای این سه گرایش در آموزشگاههای مختلف برگزار می‌شود

## مدارک آموزشگاهی و مدرک بین‌المللی
چنانچه دوره‌های سیسکو را در آموزشگاههای کشور بگذرانید، پس از امتحان پایان دوره، آموزشگاه، مدرک اتمام دورهٔ مذکور را همراه با نمره به شما اعطاء خواهد کرد، برخی مدارک آموزشگاهی معتبر بوده و مورد تائید سازمان‌ها و نهادهای دولتی و خصوصی هستند اما برخی نیز به میزان کافی اعتبار ندارند، پس در انتخاب آموزشگاه مورد نظر دقت نموده و فراموش نکنید که کیفیت آموزش مهم‌تر از اعتبار مدرک و میزان تلاش و همت شما در یادگیری و بکارگیری عملی آموخته‌ها مهم‌تر از هر دوی این موارد است!
امتحان بین‌المللی در Test Center‌هایی گرفته می‌شود که متأسفانه کشور ایران را تحریم نموده و هیچ پایگاهی در داخل کشور ندارند، پس برای اخذ مدرک بین‌المللی باید از کشور خارج شوید، اما مسئله فقط فقدان یک Test Center در کشور نیست، در آنسوی مرزها نیز شما نمی‌توانید به صورت قانونی امتحان دهید و ناچارید با هویت ِ غیرایرانی و به صورت غیرقانونی امتحان داده و از شرکت سیسکو سیستمز مدرک بین‌المللی بگیرید!
مدرک بین‌المللی سیسکو افزون بر اینکه در ایران امتیازی بزرگ جهت یافتن شغل محسوب می‌شود، اعتبار علمی شما را در سرتاسر دنیا تضمین می‌کند!